# Vaucelles (Calvados)
Vaucelles – miejscowość i gmina we Francji, w regionie Normandia, w departamencie Calvados.
Według danych na rok 1990 gminę zamieszkiwało 217 osób, a gęstość zaludnienia wynosiła 61 osób/km² (wśród 1815 gmin Dolnej Normandii Vaucelles plasuje się na 671. miejscu pod względem liczby ludności, natomiast pod względem powierzchni na miejscu 1004.).